# Physocleora pygmaeata
Physocleora pygmaeata là một loài bướm đêm trong họ Geometridae.